# 1946 في ألمانيا
فيما يلي قوائم الأحداث التي وقعت خلال عام 1946 في ألمانيا.

## سياسة

### تعيين في المنصب
- 11 مايو – كورت شوماخر رئيس الحزب الديمقراطي الاجتماعي الألماني ‏.
- 24 يوليو – رودلوف أميلونكسين رئيس وزراء شمال الراين وستفاليا [الإنجليزية]‏.
- 2 أكتوبر – كونراد أديناور عضو مجلس الشورى الموحد شمال الراين وستفاليا.
- 15 نوفمبر – ماكس براور عمدة هامبورغ  [لغات أخرى]‏.

## مواليد

### يناير
- 1 يناير – جاك هلبرن
- 1 يناير – حنا يانسن كاتبة ألمانية.
- 1 يناير – رايموند غايتا فيلسوف أسترالي.
- 1 يناير – كاري لوشه
- 1 يناير – مارينا ليويكا كاتبة بريطانية.
- 1 يناير – هانس زيمر
- 1 يناير – هانس كولهوف مهندس معماري ألماني.

### فبراير
- 8 فبراير – يوسف مايمان
- 25 فبراير – رونالد هيمو ممثل ألماني.

### مارس
- 9 مارس – بيرند هولسنباين لاعب كرة قدم ألماني.
- 11 مارس – راينهارد ماير لاعب كرة قدم ألماني.
- 12 مارس – ريكي كينغ موسيقي ألماني.
- 20 مارس – تشيزلاف بياتاس
- 20 مارس – كلاوس أكرمان لاعب كرة قدم ألماني.

### أبريل
- 17 أبريل – جورج كوهلر
- 20 أبريل – سابين بيرغمان بول سياسية ألمانية.
- 27 أبريل – فرانز روث لاعب كرة قدم ألماني.

### يوليو
- 15 يوليو – ديتر هيرتسوغ لاعب كرة قدم ألماني.
- 30 يوليو – راينر مولر درّاج طريق ألماني.
- 30 يوليو – فرديناند كيلر لاعب كرة قدم ألماني.

### نوفمبر
- 3 نوفمبر – أودو همبل درّاج طريق ألماني.
- 16 نوفمبر – فولفغانغ كليف لاعب كرة قدم ألماني.

### ديسمبر
- 9 ديسمبر – إريتش بير لاعب كرة قدم ألماني.
- 10 ديسمبر – فيرنر برينكمان قانوني ألماني.
- 30 ديسمبر – بيرتي فوغتس لاعب ومدرب كرة قدم ألماني.

## وفيات

### يناير
- 1 يناير – جوزف كاستين (مواليد 1890) كاتب ألماني.
- 3 يناير – كارل غوستاف ويت (مواليد 1866) عالم فلك ألماني.
- 18 يناير – ويلهلم فون برينكن (مواليد 1881) ممثل ألماني.

### فبراير
- 8 فبراير – فيليكس هوفمان (مواليد 1868) كيميائي ألماني.

### مارس
- 2 مارس – هيرمان بيلنج (مواليد 1867) مهندس معماري ألماني.
- 22 مارس – جوهانس بلوم (مواليد 1857) سياسي ألماني.
- 24 مارس – كارل شومان (مواليد 1869)

### أبريل
- 15 أبريل – إنفانتا أديلغنديز (مواليد 1858)

### يونيو
- 9 يونيو – راما الثامن (مواليد 1925)

### يوليو
- 16 أكتوبر – يوليوس شترايخر (مواليد 1885) سياسي ألماني.

### أغسطس
- 5 أغسطس – فيلهلم ماركس (مواليد 1863)

### أكتوبر
- 9 أكتوبر – إرنست مونش (مواليد 1876) عالم نبات ألماني.
- 15 أكتوبر – هيرمان غورينغ (مواليد 1893) سياسي ألماني، والمشير العام في ألمانيا النازية.
- 16 أكتوبر – ألفرد يودل (مواليد 1890)
- 16 أكتوبر – فيلهلم فريك (مواليد 1877)
- 16 أكتوبر – فيلهلم كايتل (مواليد 1882)
- 16 أكتوبر – هانز فرانك (مواليد 1900)
- 16 أكتوبر – يواخيم فون ريبنتروب (مواليد 1893)
- 16 أكتوبر – يوليوس شترايخر (مواليد 1885) سياسي ألماني.

### نوفمبر
- 15 نوفمبر – ماكس فون أوبنهايم (مواليد 1860) مؤرخ ألماني.